# Coccoloba klotzschiana
Coccoloba klotzschiana är en slideväxtart som beskrevs av Meissn.. Coccoloba klotzschiana ingår i släktet Coccoloba och familjen slideväxter. Inga underarter finns listade i Catalogue of Life.